# マスリン・シマーズ
マスリン・シマーズ（Mathrin Simmers、1988年3月3日 - ）は、南アフリカ共和国の女子ラグビー選手。

## プロフィール
- 南アフリカ出身[1]。
- ポジションはセンター(CTB)。
- 身長 162cm、体重 64kg

## 略歴
2024年、パリ五輪の7人制女子南アフリカ共和国代表に選ばれて共同主将を務めた。